# Hildor Arnold Barton
Pour les articles homonymes, voir Barton.
Hildor Arnold Barton (Los Angeles, 30 novembre 1929 - Stockholm, 28 septembre 2016), est un historien américain, spécialiste de l'histoire de la Scandinavie, en particulier de la Suède et des Suédois.

## Biographie
D'origine suédoise mais né aux États-Unis, il est le fils de Sven Hildor Barton (1892-1972) et de Marguerite Anna née Lemke (1901-1983). Son grand-père paternel est né dans la paroisse de Djursdala (sv) à Kalmar dans le comté de Småland en Suède et a émigré en Amérique en 1867. Sa grand-mère paternelle est née, quant-à-elle, dans la paroisse de Bollnäs dans le Hälsingland et est arrivée aux États-Unis en 1889. Sa mère était une nièce de Harry Edward Arnhold.
Après son baccalauréat obtenu à Pomona College, il obtient son doctorat à l'Université de Princeton. Professeur d'histoire à l'Université de l'Alberta à Edmonton (1960-1963) puis à l'Université de Californie à Santa Barbara (1963-1970), il enseigne ensuite à l'Université du Sud de l'Illinois à Carbondale de 1975 jusqu'à sa retraite en 1996 comme professeur émérite d'histoire. Au moment de sa retraite, il part s'installer en Suède.

## Recherches
Ses recherches et ses écrits couvrent un large registre, de la Scandinavie à l'époque de l'ère Révolutionnaire-Napoléonienne, des relations entre Suédois et Suédois émigrés aux États-Unis, à l'étude de l'union entre Norvège et Suède (1814-1905). Barton a siégé aux conseils d'administration de la Swedish-American Historical Society and the Swenson Swedish Immigration Research Center. Entre 1974 et 1990, il est aussi rédacteur du Swedish-American Historical Quarterly.

## Récompenses et distinctions
Il est récompensé en 1985 pour sa participation à l'Institut des émigrants suédois de Växjö par la Médaille Charlotta et est nommé en 1988 « Suédois-Américain de l'année » par le Ministère des Affaires étrangères de Suède. Il est aussi reçu au Vasa Order of America (en).
Docteur-honorifique de l'Université d'Uppsala (1989), il est fait chevalier-commandeur de l'Ordre royal de l'Étoile polaire par le roi Charles XVI Gustave.

## Œuvres (sélection)
- Count Hans Axel von Fersen: Aristocrat in an Age of Revolution (1975)
- Letters from the Promised Land: Swedes in America, 1840-1914 (1975)
- The Search for Ancestors: A Swedish-American Family Saga (1979)
- Scandinavia in the Revolutionary Era, 1760-1815 (1986)
- A Folk Divided: Homeland Swedes and Swedish Americans, 1840-1940 (1994)
- Northern Arcadia: Foreign Travelers in Scandinavia, 1765-1815 (1998)
- Sweden and Visions of Norway: Politics and Culture, 1814-1905 (2003)
- The Old Country and the New: Essays on Swedes and America (2006)
- Essays on Scandinavian History (2009)